# Meharia tancredii
Meharia tancredii is een vlinder uit de familie van de Houtboorders (Cossidae). De wetenschappelijke naam van de soort is voor het eerst gepubliceerd in 1963 door Stephen Laurence Sutton.
De soort komt voor in Noord-Iran.